# Jo Sik
Jo Sik (* 1501; † 1572) war ein koreanischer Philosoph und Schriftsteller zur Zeit der Joseon-Dynastie. Er war  ein Zeitgenosse Yi Hwangs. Oft wird er mit seinem Beinamen Nammyung (남명) genannt.